# Ulrike Maisch
Ulrike Maisch-Friedrich, nemška atletinja, * 21. januar 1977, Stralsund, Vzhodna Nemčija.
Nastopila je na poletnih olimpijskih igrah leta 2004, ko je odstopila v maratonu. Na evropskih prvenstvih je osvojila naslov prvakinje v isti disciplini leta 2006. 